# Negrita

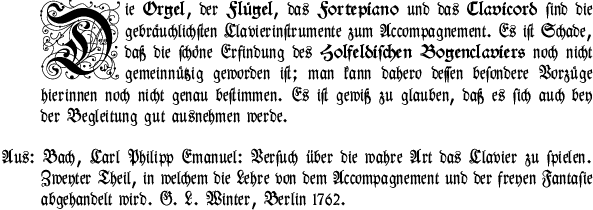
Texto en alfabeto gótico con letras en negrita.

En tipografía, la negrita o negrilla es un estilo tipográfico en el que los caracteres tienen un trazo más grueso (en comparación con los caracteres de tipografía redonda normal del mismo tamaño). Es empleada principalmente para que sobresalga o se enfatice una parte del texto.

## Cómo se aplica
Tipografía tradicionalSe escribe el texto con una variante del tipo de letra utilizado que tenga las letras más gruesas.
MecanografíaPara lograr algo parecido a este estilo se retrocedía y se volvía a escribir las mismas letras encima de las anteriores. Como no coincidían exactamente se lograba un efecto parecido.
Procesador de textoSeleccionar el texto y elegir la opción negrita en los formatos de texto o con los botones de las barras de herramientas.
htmlUsando las etiquetas <b>...</b> (en desuso) o <strong>...</strong>.
cssDándole a la característica «font-weight» un valor mayor que 400 o «bold».
formato wikiColocando tres comillas simples (') al inicio y al final de una expresión. Ejemplo: '''palabra''' → palabra.
MarkdownColocando dos asteríscos (*) al inicio y al final de una expresión. Ejemplo: **palabra** → palabra.